# Heroin (chanson)
Pour les articles homonymes, voir Heroin.
Pistes de The Velvet Underground and Nico
All Tomorrow's Parties There She Goes Again
Heroin est une chanson du groupe de rock américain The Velvet Underground, écrite (en 1964) et composée par Lou Reed. Elle apparaît sur leur premier album, The Velvet Underground and Nico, sorti en 1967. Souvent considérée comme l'une des meilleures compositions du groupe, elle décrit ouvertement une personne consommant de l'héroïne. Le critique Mark Deming a écrit : « Si Heroin n'encourage guère la prise de drogues, elle ne la condamne pas clairement non plus, ce qui la rend d'autant plus troublante pour beaucoup de personnes ». À ce sujet, Lou Reed a déclaré : « Ce n'était pas pour ou contre. C'était juste sur une prise d'héroïne du point de vue du consommateur. Je ne comprends toujours pas ce qui est si important. Il y a une chanson qui s'appelle Heroin. Et alors ? » Mais pour Maureen Tucker, la batteuse du groupe, Heroin est « notre plus grand triomphe ».
En 2004, le magazine Rolling Stone la classe à la 448e place de son classement des 500 meilleures chansons de tous les temps. En 2006, le magazine Pitchfork la classe à la 77e place de son classement des 200 meilleures chansons des années 1960.

## Personnel
- Lou Reed : chant, guitare
- John Cale – alto électrique
- Sterling Morrison – guitare
- Maureen Tucker – percussions

## Enregistrement
Heroin est l'une des trois chansons de The Velvet Underground and Nico (avec I'm Waiting for the Man et Venus in Furs) à avoir été réenregistrée aux T.T.G. Studios de Hollywood. Cet enregistrement fait de Heroin le deuxième plus long morceau de l'album, derrière European Son, plus longue d'une trentaine de secondes.
Heroin commence doucement avec la guitare calme de Lou Reed et un motif hypnotique à la batterie, bientôt rejointes par l'alto bourdonnant de John Cale et la guitare rythmique de Sterling Morrison. Le tempo croît graduellement, imitant les sensations du narrateur / chanteur, Lou Reed, jusqu'à atteindre un crescendo ponctué par l'alto gémissant de Cale et les guitares de Reed et Morrison. La batterie de Moe Tucker devient plus rapide et plus forte. La chanson ralentit alors jusqu'au tempo original et reprend le motif initial avant de s'achever.
Comme Sister Ray, la guitare basse est absente du morceau.

## Versions alternatives

### Ludlow Street Loft, juillet 1965
Le plus ancien enregistrement de Heroin est effectué par Lou Reed, Sterling Morrison et John Cale dans le loft new-yorkais du groupe, en juillet 1965. À la différence de I'm Waiting for the Man et Venus in Furs, qui diffèrent grandement de leurs réenregistrements respectifs sur The Velvet Underground and Nico, la version de 1965 de Heroin est presque identique, par sa structure, à celle de l'album. Lou Reed y joue de la guitare acoustique. Cette version apparaît dans le coffret de 1995 Peel Slowly and See.

### Scepter Studios, avril 1966
L'enregistrement de Heroin censé être inclus à The Velvet Underground and Nico a lieu aux Scepter Studios de New York, en avril 1966. Cette version a des paroles légèrement différentes et est plus contenue, moins chaotique. Surtout, le tempo de la chanson est plus stable et plus rapide. Elle est plus courte d'environ une minute.
Une différence notable dans les paroles est visible dès la première ligne : Lou Reed chante I know just where I'm going (« Je sais où je vais ») et pas I don't know just where I'm going (« Je ne sais pas où je vais »), comme c'est le cas sur l'album. Reed chante également ainsi sur d'autres enregistrements du morceau.

## Le Velvet Underground et les drogues
Heroin, avec d'autres chansons, comme I'm Waiting for the Man, est l'une des principales raisons de l'association du Velvet Underground avec la prise de drogues dans les médias. Certains critiques ont déclaré que le groupe faisait l'apologie de la consommation d'opiacés. Cependant, les membres du groupe, en particulier Lou Reed, ont fréquemment nié que la chanson incitait à la prise de drogues, postulant que le contraire est plus concevable. « Les paroles et la musique tendent à retranscrire sensiblement l'effet d'une prise, sans pour autant émettre de jugement moral. Les critiques ne sont pas les seuls à avoir mal compris le message de la chanson : après leurs concerts, les membres du groupe sont souvent approchés par des fans qui leur disent « se shooter en écoutant Heroin », phénomène qui dérange fortement Reed qui, en conséquence, hésite quelque peu à jouer cette chanson durant la majeure partie de la carrière ultérieure du groupe.

## Reprises et réutilisations
Lou Reed a repris Heroin durant sa période glam rock avec les guitaristes Steve Hunter et Dick Wagner. Elle apparaît, dans une version de treize minutes, sur son album live Rock 'n' Roll Animal (1974).
Elle a également été reprise par divers artistes, dont Echo & the Bunnymen, Billy Idol et Brian Bell and Patrick Wilson, du groupe Weezer, le groupe français Matmatah.
La chanson apparaît également dans le film The Doors d'Oliver Stone.

## Source
- (en) Cet article est partiellement ou en totalité issu de l’article de Wikipédia en anglais intitulé « Heroin (song) » (voir la liste des auteurs).